# Kampánis
Kampánis är en ort i Grekland.   Den ligger i prefekturen Nomós Kilkís och regionen Mellersta Makedonien, i den norra delen av landet, 300 km norr om huvudstaden Aten. Kampánis ligger 114 meter över havet och antalet invånare är 1 523.
Terrängen runt Kampánis är kuperad åt sydost, men åt nordväst är den platt. Runt Kampánis är det ganska glesbefolkat, med 47 invånare per kvadratkilometer. Närmaste större samhälle är Kilkis, 12,0 km norr om Kampánis. Trakten runt Kampánis består till största delen av jordbruksmark.